# Грин, Цилия Иосифовна
Цилия (Циля) Иосифовна Грин (4 декабря 1921, Лодейное Поле, Олонецкая губерния, РСФСР — 7 января 2004, Санкт-Петербург, РФ) — советский и российский библиограф, историк и книговед, заслуженный работник культуры РСФСР (1987).

## Биография
В 1939 году поступила на исторический факультет СпбГУ, которая она окончила в 1946 году. В том же году поступила на аспирантуру при ГПБ, которая она окончила в 1954 году. Будучи выпускницей аспирантуры, в 1947 году она устроилась в ГПБ. Во время её работы в ГПБ, в библиотеке сформировались приоритеты научно-исследовательской и научно-методической работы до всероссийского и всесоюзного уровня.

## Научные работы
Основные научные работы посвящены истории ГПБ, истории библиографии библиотечного дела в РСФСР и современной РФ, библиографии, а также книги. Автор свыше 100 научных работ.